# International R-Series
La série International R est une gamme de modèles de camions fabriqués par International Harvester. Introduite en 1953 en remplacement de la série International L, la gamme de modèles a marqué l'introduction de l'emblème de calandre IH « tracteur » sur les véhicules routiers internationaux. Partageant une cabine avec son prédécesseur, la série R a marqué l'introduction des véhicules à quatre roues motrices et l'utilisation plus large des moteurs diesel.
Allant des camionnettes légères aux semi-tracteurs à essieu tandem, la série a été produite dans une grande variété d'applications et de configurations de conception.
En 1955, les versions légères et moyennes de la gamme de modèles ont été rebaptisées série S. Les véhicules lourds sont restés en production jusque dans les années 1960 (sous plusieurs désignations de modèles), finalement remplacés en 1972 par la gamme Paystar.

## Aperçu du modèle

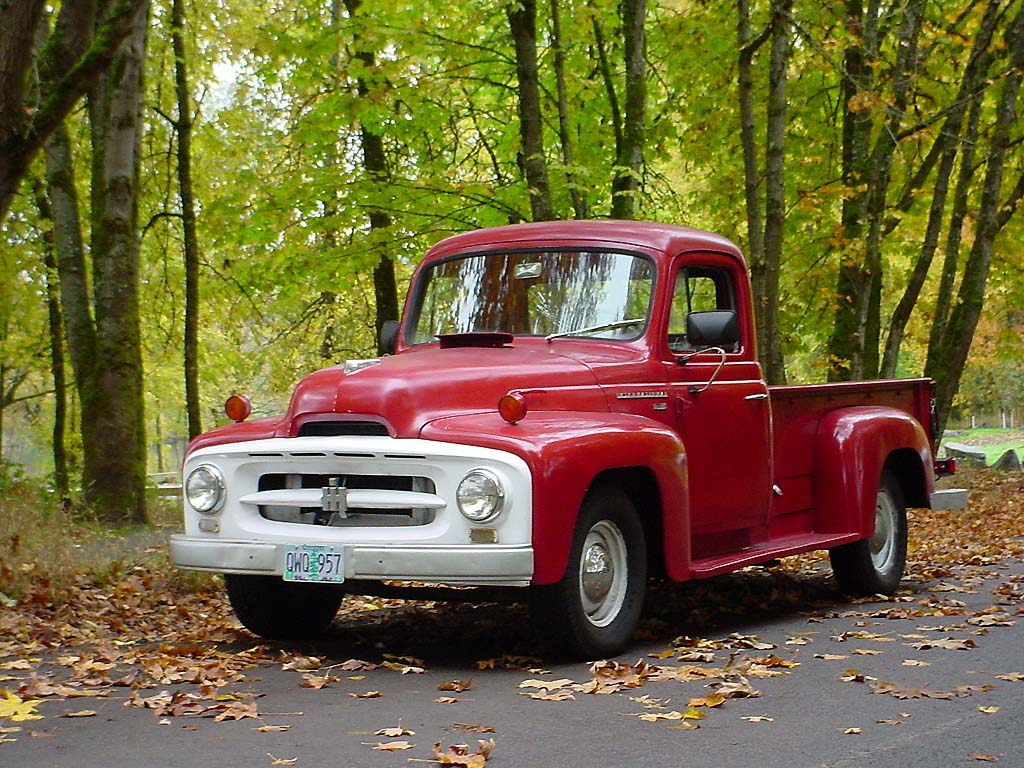
Camionnette internationale R-130 de 1955

### Service léger
Y compris les gammes de modèles R-110 à R-130, les camions légers comprenaient des camionnettes, des camions à panneaux et des véhicules châssis-cabine (R-130). Lors de la transition vers la série R, le design de la calandre a été simplifié avec une calandre couleur carrosserie recevant deux grandes fentes horizontales.
Produites dans des empattements de 115 et 127 pouces, les camionnettes International (séries R-110 à R-130) étaient propulsées par un moteur 6 cylindres en ligne Silver Diamond 220, couplé à une transmission manuelle à 3 vitesses, le moteur développait 100 ch. En 1954, le R-100 a été introduit. Au prix de 60 $ de moins que le R-110, la nouvelle gamme de modèles a reçu différents réglages de freins et de suspension, le SD-220 a été repensé pour une puissance de 104 ch. En option, International a introduit à la fois une transmission manuelle à surmultipliée et une transmission automatique à 3 vitesses (une version du GM Hydramatic), une autre option incluait la direction assistée.
Tout en partageant une grande partie de sa carrosserie avec son design initial des années 1930, la fourgonnette Metro a suivi le design des camions légers International, en adoptant le groupe motopropulseur des camionnettes de la série R. Dérivé du camion à panneaux de la série R, en 1953, International a présenté le break sur camion International Travellall (un précurseur du SUV pleine grandeur).

### Service moyen

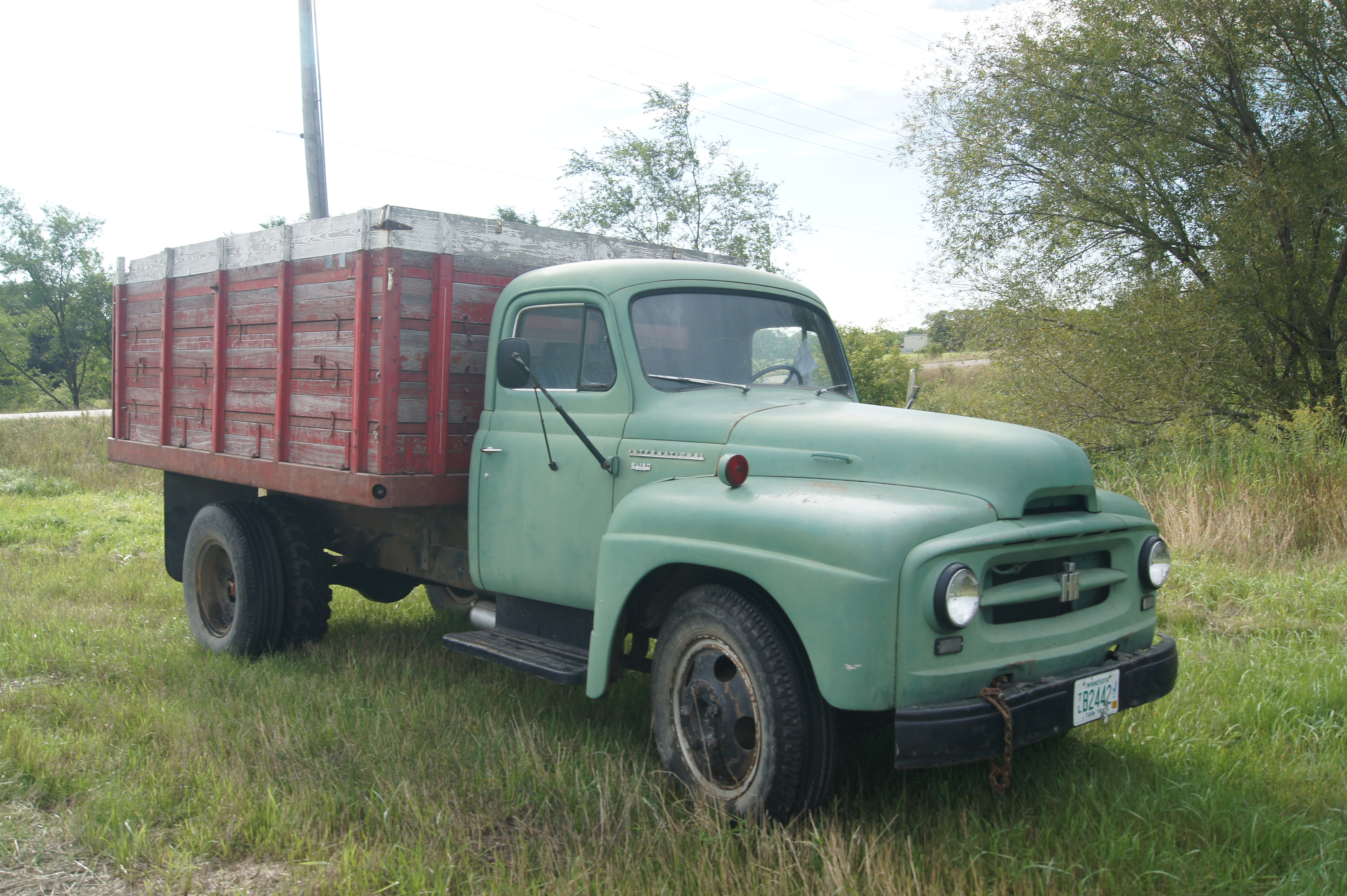
Camion à plateau international R-160

Y compris les gammes de modèles R-140 à R-180, les camions de poids moyen ont été produits sous forme de camions conventionnels à châssis-cabine. Les camions de poids moyen ont également servi de base au châssis de bus à capot « Schoolmaster ». Le Loadstar a fait son retour, désignant des versions haute capacité de chaque famille de modèles. En 1953, International a introduit pour la première fois des camions à quatre roues motrices produits en usine (dans les séries R-140 et R-160) ; les camions 4x4 précédents étaient des conversions (par des fabricants internationaux ou tiers).
Les camions de poids moyen étaient propulsés par plusieurs moteurs, en fonction des séries de modèles. Les R-140 et R-150 partageaient le SD-220 avec les camions légers, tandis que le R-160 était propulsé par un SD-240 I6 de 108 ch. Le R-170 a conservé le Super Blue Diamond 269 de la série L, produisant 101 ch, un Super Black Diamond 282 I6 de 130 ch (de série sur le R-180) était proposé en option.
Le châssis de la série R de poids moyen (R-160 à R-180, ainsi que les châssis lourds R-190 et R-200) a servi de base à la fourgonnette Fageol, une fourgonnette de livraison de style bus assemblée par Twin Coach.

### Robuste

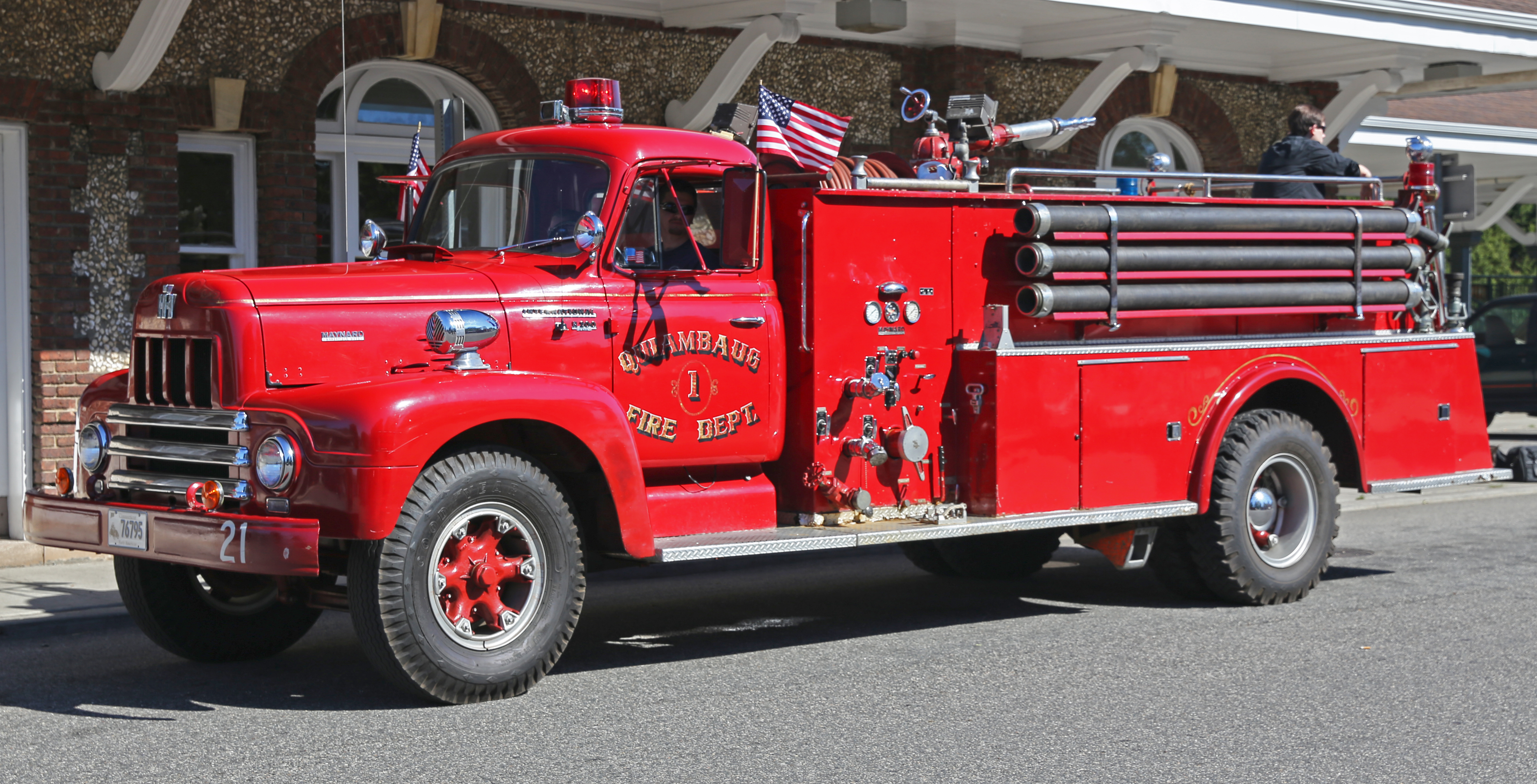
Camion de pompiers international R-200 de 1961

La gamme robuste de la série R comprenait plusieurs familles de modèles développés pour de multiples applications. Aux côtés des modèles conventionnels standards (R-190, R-200, R-210, R-220), un « D » désignait les modèles équipés de moteurs diesel et un « F » désignait les essieux arrière tandem ; un « H » était utilisé pour les modèles lourds. D'autres modèles de la série R ont été développés principalement pour les applications lourdes, notamment le R-306 (développé pour les camions de pompiers) et le RD-305/405 à long nez (pour s'adapter aux moteurs diesel Cummins). Une famille de modèles « RC/RDC/RDFC » était un COE, dérivé des camions à cabine conventionnelle.
La série R a servi de base à d'autres gammes de modèles, notamment la série V ; introduite en 1956, la série V a été développée pour s'adapter à l'introduction des moteurs V8 d'International, recevant un capot légèrement redessiné et une calandre redessinée.
À la suite de l'introduction de la série S, la série R robuste a subi plusieurs révisions de modèles. Après avoir fait partie de la série S, le COE de la série R a été remplacé par le COE à cabine inclinable DCO-400 « Emeryville » en 1957. En 1960, International a commencé à consolider plusieurs modèles lourds des séries R et V. -série, créant la série F orientée construction ; l'introduction en 1962 du Fleetstar conventionnel à capot court a également été introduite progressivement en remplacement de plusieurs modèles de la série R. En 1965, les camions de construction abandonnèrent un préfixe de lettre, devenant la série 210/230, la gamme de modèles a été produite jusqu'en 1972, date à laquelle elle a été remplacée par le Paystar.